# Sosa-nummering

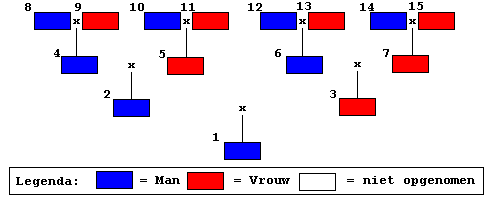
nummering van de voorouders van de proband

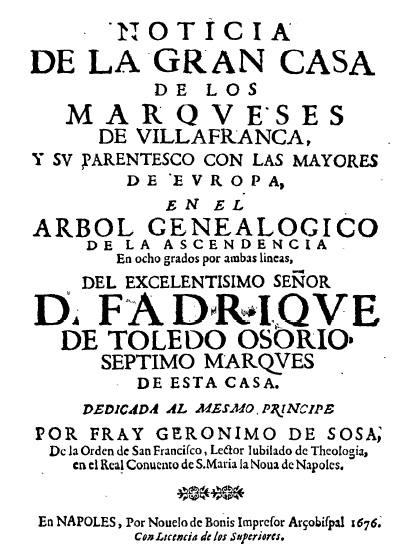
Het boek van Jeronimo de Sosa aan de basis van de Sosa-nummering

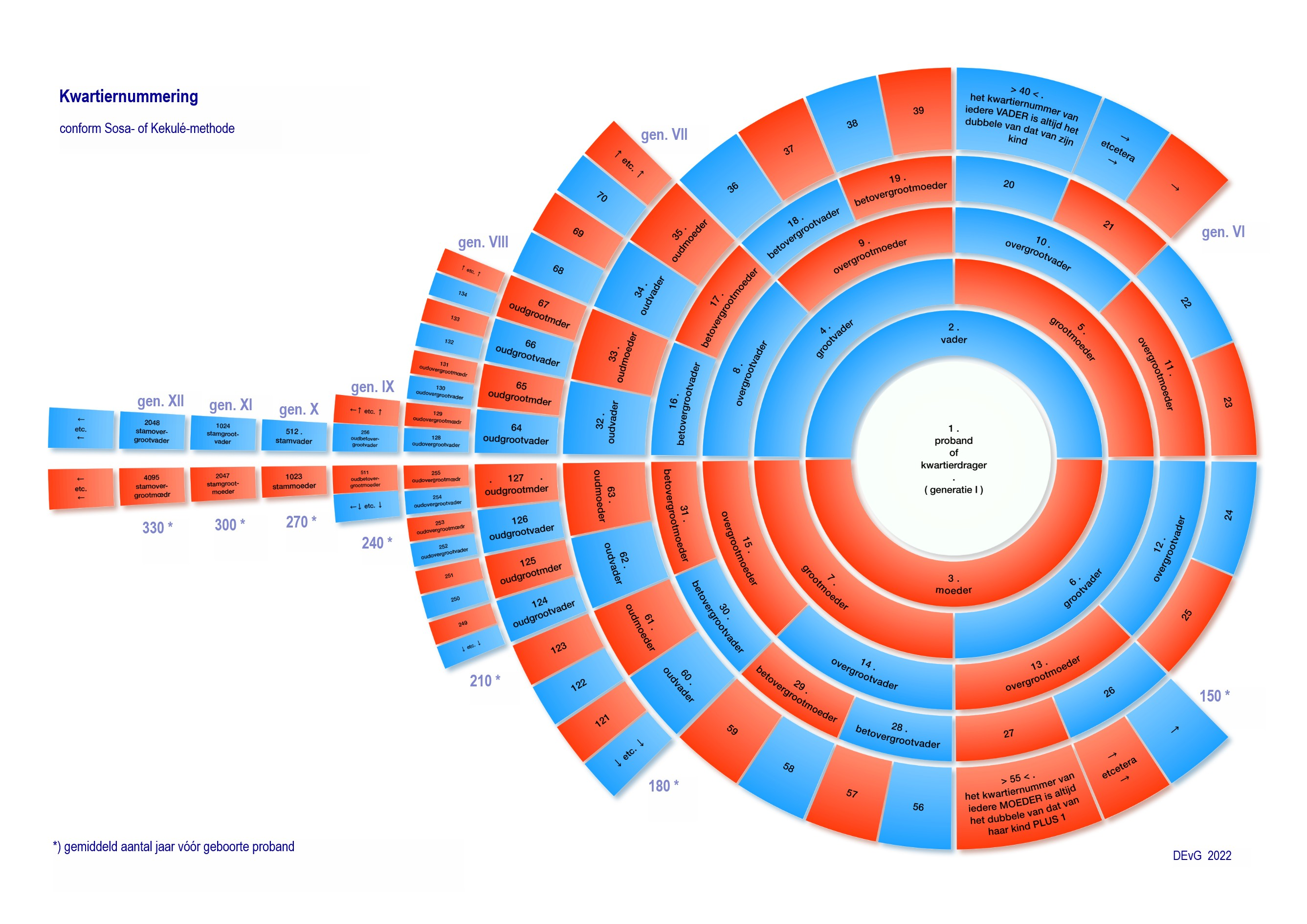
Kwartiernummering

De Sosa-nummering is een hulpmiddel uit de genealogie gebruikt bij de kwartierstaat. De methode wordt ook aangeduid als Kekulé-methode, met de naam van de in Gent geboren Duitse 19e-eeuwse genealoog Stephan Kekulé von Stradonitz. De eerste beschrijving vinden we in het boek Notica de la gran casa de los marqueses de Villafranca uit 1676 van de Spanjaard Jeronimo de Sosa.
In een stamboom duidt dit nummer de rechtstreekse voorouders aan van een referentiepersoon (de cujus, proband of bron), de persoon rond wie de stamboom wordt opgebouwd.  Deze proband draagt altijd nummer 1.
Als men de Sosa-Stradonitz-nummering gebruikt, dan nummert men de voorouders aldus: iemands vader krijgt altijd een nummer dat het dubbel is van zijn kind, de moeder het dubbel plus één.